# Charity Woodrum
Charity Woodrum (geboren 1985 oder 1986) ist eine US-amerikanische Astrophysikerin am Goddard Space Flight Center, wo sie mithilfe des James-Webb-Weltraumteleskops (JWST) die Entstehung und das „Quenching“ massereicher Galaxien über die kosmische Zeit untersucht. Sie wirkte 2025 in der Radiolab-Folge „Galaxy Quenching“ mit, in der sie Forschung zu sterbenden Galaxien mit persönlichen Erfahrungen von Trauer verknüpft.

## Leben
Woodrum wuchs in Canyonville im ländlichen Douglas County (Oregon) auf und war die Erste in ihrer Familie mit High-School-Abschluss. Zunächst schlug sie eine Laufbahn in der Pflege ein, erkannte aber, dass sie sich der Astronomie zuwenden wollte, und begann an der University of Oregon ein Physikstudium. Sie erwarb 2018 einen Bachelorabschluss in Physik an der University of Oregon und arbeitete dort in der astronomischen Forschung, unter anderem am Pine Mountain Observatory. 2017 verlor sie ihren Ehemann Jayson Thomas und den dreijährigen Sohn Woody bei einem Sneaker-Wave-Unglück an der Küste Oregons, setzte ihr Studium jedoch fort und machte den Abschluss. Anschließend wechselte sie an die University of Arizona, wo sie 2021 einen Masterabschluss machte und 2024 in Astronomie und Astrophysik promovierte. Aus der Erinnerung an ihren Sohn entstand der „Woody’s Stars“-Fonds der Oregon Community Foundation, der Studierende in MINT-Fächern finanziell und durch Mentoring unterstützt. Ihr Lebensweg ist Thema der mehrfach gezeigten Dokumentation „Space, Hope and Charity“ der Regisseurin Sandy Cummings.

## Wirken
Fachlich arbeitet Woodrum zu Galaxienentstehung und -entwicklung mit Schwerpunkt auf dem Abbruch der Sternentstehung („Galaxy Quenching“) und den Sternentstehungsgeschichten massereicher Systeme. Sie war während ihrer Ausbildung und als Postdoktorandin in JWST-Projekten tätig und nutzt JWST-Daten zur Untersuchung sehr früher Galaxien. Als Teil der JADES-Zusammenarbeit ist sie Mitautorin der ersten NIRCam-Datenveröffentlichung für das Hubble Ultra Deep Field (ApJS 2023). 2024 veröffentlichte sie als (Ko-)Erstautorin in den Proceedings of the National Academy of Sciences eine Studie, die zeigt, wie Annahmen über die Anfangsmassenfunktion (IMF) die abgeleiteten Sternmassen sehr früher Galaxien beeinflussen (JADES-NIRCam-Photometrie). In der Radiolab-Folge „Galaxy Quenching“ erläutert Woodrum zudem allgemeinverständlich Mechanismen des Quenchings – etwa die Aufheizung beziehungsweise den Ausstoß kalter Gase durch supermassereiche Schwarze Löcher – und diskutiert mögliche Verjüngungsepisoden in eigentlich ruhenden Galaxien.

## Auszeichnungen (Auswahl)
Woodrum erhielt 2018 ein Graduate Research Fellowship der National Science Foundation und 2024 eine NASA-Postdoctoral-Program-Fellowship.

## Bildung
- B.S. Physik, University of Oregon (2018).[2]
- M.S. Astronomie & Astrophysik, University of Arizona (2021).[2]
- Ph.D. Astronomie & Astrophysik, University of Arizona (2024).[2]